# Gallóglaigh

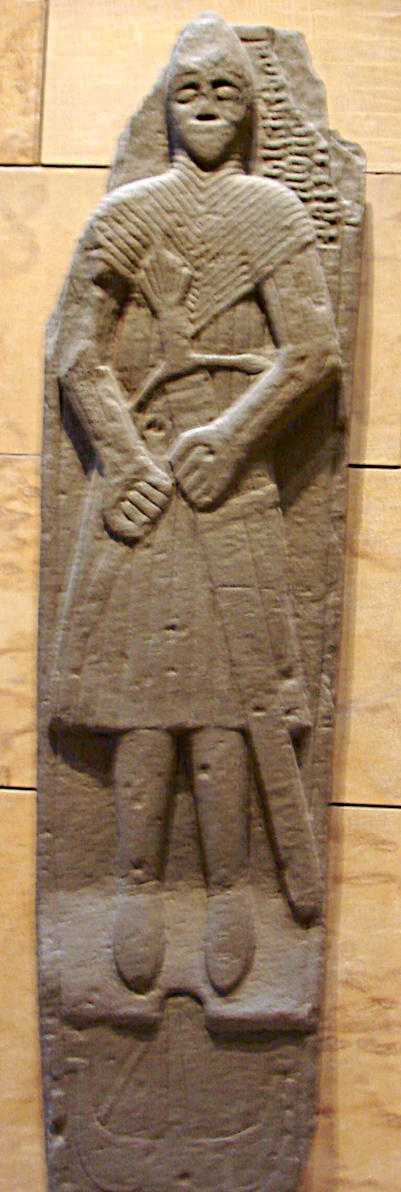
Medeltida hebridisk krigare.

Gallóglaigh (plural) eller gallóglach (singular) var det irländska ordet för en typ av legosoldater som huvudsakligen härstammade från klaner från Hebriderna och skotska höglandet. De var vanliga bland irländska hövdingar mellan 1200- och 1500-talen, då de var fruktade för sin stridsduglighet. I England var de mer kända under namnet gallowglass eller galloglas.